# Super R.C. Pro-Am
Super R.C. Pro-Am es un videojuego de carreras desarrollado por la compañía británica de videojuegos Rare para la consola portátil Game Boy de Nintendo. Fue lanzado en Norteamérica en junio de 1991 y en Europa el 23 de abril de 1992; fue relanzado en 1998 como parte de la serie Player's Choice de Nintendo, que incluye todos los títulos de Game Boy que vendió más de un millón de copias. Es el seguimiento del título RC Pro-Am que salió para Nintendo Entertainment System (NES), en el que los jugadores controlaban coches de carreras de control remoto desde una perspectiva fuera del vehículo en una serie de 24 pistas, evitando obstáculos y recogiendo elementos para mejorar el rendimiento con el fin de acabar entre los tres primeros y clasificar a la siguiente pista. El juego se puede jugar en solitario contra tres oponentes de la computadora, o de dos a cuatro jugadores pueden jugar al mismo tiempo a través del Game Link Cable o el adaptador de cuatro jugadores.
Super R.C. Pro-Am recibió una cobertura moderada de algunas revistas de juegos de video. Fue elogiado por sus gráficos y sonido, controles, desafío, y la capacidad de hasta cuatro jugadores para jugar al mismo tiempo. Las críticas incluyen repetición en el juego, la falta de variedad, y el desplazamiento rápido en el Game Boy que pueden provocar que los jugadores se pierdan algunos ítems. Se presentó en la lista "Top 20" de Game Boy de Nintendo Power para 1992.

## Jugabilidad
Super R.C. Pro-Am es un videojuego de carreras que es similar a su predecesor, el RC Pro-Am, para la NES. En el juego, los jugadores compiten con coches de control remoto en una serie de pistas. Se puede jugar en solitario, con dos jugadores a través del Game Link Cable, o con tres o cuatro jugadores a través del adaptador de cuatro jugadores. El juego cuenta con 24 pistas diferentes de dificultad creciente, y el objetivo es terminar entre los tres primeros para calificar para la carrera en la pista siguiente. Los jugadores que no terminan entre los tres primeros pueden usar un continúe e intentar la pista de nuevo, los jugadores tienen tres continúe, y el juego termina cuando el jugador no logra terminar entre los tres primeros y no tiene ningún continúa restante.
Cada pista es diferente y abarca desde óvalos estándar hasta pistas con muchos giros y vueltas. El juego incluye muchos obstáculos, como manchas de aceite que hacen girar a los jugadores, charcos de agua que hacen que los jugadores se salgan de control, trampas de arena y "conos lentos" que frenan a los jugadores, conos grandes que detienen por completo a los jugadores, y muros de llantas que rebotan los jugadores. Si un jugador golpea una mancha de aceite y luego golpea una pared mientras gira, el automóvil del jugador se destruye temporalmente, lo que pierde tiempo. Las pistas también tienen elementos que ayudan a los jugadores en el camino: las "cremalleras" (una serie de chevrones en la pista) les dan a los jugadores un impulso de velocidad, las jaulas permiten a los jugadores golpear las paredes sin ser destruidos y les permiten golpear a los oponentes forzándolos a entrar muros, y misiles y bombas destruyen temporalmente los coches de los oponentes. También en la pista hay piezas de repuesto que ayudan a mejorar el rendimiento: los neumáticos mejoran la tracción, las baterías aumentan la aceleración y los motores mejoran la velocidad.
Los jugadores tienen la oportunidad de mejorar sus vehículos mediante la recopilación de cartas, que se distribuyen a lo largo de las pistas. Al deletrear "Nintendo" con las letras, los jugadores mejoran a un mejor vehículo; los jugadores pueden pasar del "Racer" al "demonio de la velocidad" y luego al Spiker, cada uno de los cuales se desempeña progresivamente mejor que el vehículo anterior. Si los jugadores escriben "Nintendo" mientras compiten con el Spiker, ganan el juego.

## Desarrollo y recepción
Super R.C. Pro-Am desarrollado por la compañía de videojuegos Rare con sede en el Reino Unido y fue lanzado para la consola portátil Game Boy de Nintendo. Fue mencionado por primera vez en la revista de juegos de vídeo  Nintendo Power en febrero de 1991, junto con el juego de las versiones para GB de  Nintendo World Cup, Ultima: Runes of Virtue, y The Sword of Hope. Se menciona de nuevo en el siguiente tema en marzo de 1991 junto con el Skate or Die:. Tour de Thrash, mencionaron que Rare estaba tratando de recuperar la misma sensación de su Nintendo Entertainment System predecesor, RC Pro-Am. Fue lanzado en América del Norte en junio de 1991 y en Europa el 23 de abril de 1992.
Nintendo Power elogió a Super R.C. Pro-Am por sus gráficos y sonido, diciendo que "Rare ha capturado realmente los sonidos de motores de altas revoluciones y neumáticos tratando de mantenernos en la pista". También elogió la capacidad para un máximo de cuatro jugadores para jugar el juego al mismo tiempo, diciendo que los jugadores no pueden depender de sus oponentes humanos para hacer las mismas cosas oponentes de la computadora hacen, y que los oponentes humanos pueden disparar hacia ellos (mientras oponentes de la computadora no se puede). Sería el "Top 20" de la lista de Game Boy de la revista para la mayor parte de 1992, debutó en el #6 en la lista de enero de 1992, cuando la revista pasó de los "Top 30" lista para la NES y "Top 5" Lista de Game Boy para "Top 20" lista para el NES, Game Boy y Super NES. Luego fue a #8 de febrero, nº10 en marzo, y de nuevo a #8 en abril. De mayo a octubre de 1992 fue en  la lista adolescente de Game Boy, terminando en el puesto #11 de mayo, #18 en junio, #17 en julio y agosto, #18 en septiembre, y #15 en octubre. Se cayó de la lista después.fterwards.
Fue revisado junto a Mega Man: Dr. Wily's Revenge en la revista de juegos de computadora con sede en Reino Unido ACE (Advanced Computer Entertainment). el colaborador David Upchurch elogió el juego por sus gráficos fluidos y desplazamiento, buenos controles, y "desafío a largo plazo". También elogió la posibilidad de jugar al mismo tiempo con dos a cuatro jugadores humanos, diciendo que "esto transforma el juego de una actividad divertida en una obsesión adictiva". Las críticas son la falta de variedad en las pistas y un "chirrido molesto". GamePro elogió el juego por sus gráficos fáciles de ver y su capacidad para jugadores múltiples, pero criticó la falta de velocidad. La revista alemana Power Play elogiado sobre todo el juego para las características multijugador. La revista criticó el juego por su repetición en el juego y el rápido desplazamiento que puede provocar que los jugadores pierden puntos de la pista. Fue relanzado en 1998 como parte de la serie Player's Choice de Nintendo, que incluye todos los títulos de Game Boy que vendieron más de un millón de copias.